# Salvador Debón Cortina
Salvador Debón Cortina (València, 27 d'abril de 1923 - 8 d'abril de 2008) va ser un artista faller. Format en l'Escola de Belles Arts de San Carles amb l'especialitat de Pintura, Dibuix i Escultura, va debutar en la realització de Falles l'any 1947 amb "L'ocàs", a la demarcació d'Àngel Guimerà-Ferran el Catòlic. Va treballar primer com a professor de Dibuix i després d'oficial al taller de l'esculptor d'imatgeria Antonio Sanjuán Villalba, els contactes del qual li van proporcionar la signatura de la seua segona Falla plantada al 1953 al barri de Sant Josep de Gandia.
Debón va formar part de l'anomenada Generació d'Or junt als artistes Vicent Luna, Julià Puche i Juan Huerta. De les seues 25 falles creades entre 1947 i 1972 destaquen els sis primers premis aconseguits en la secció especial de les Falles de València: per primera vegada en 1959 amb La Lluita per la vida per la comissió Visitació-Oriola convertint-se en la primera falla en guanyar més enllà de les voreres del Túria; en 1960 amb "La Fama, els diners i l'art" i en 1969 amb "La Primavera" a la Plaça del Doctor Collado; altres dos per a El Pilar, en 1967 i 1968 amb "La Nit" i "A la caça" i finalment en 1972 per a la Mercé amb "La Contaminació".
Absolut dominador del cartó pedra, el seu tracament del modelatge, de la composició i perspectiva són gairebé únics, amb una plàstica vinculada amb el surrealisme amb l'ús de la denominada "doble imatge". A les seues Falles,la configuració dels temes i elements propis de la tradició local i estilísticament configurats a través de l'academicisme, conviuen amb la unió de distints objectes amb la intenció de crear una imatge completament distinta, en un desenvolupament etiquetat com a "realisme oníric". La relació de l'obra de Salvador Debón amb artistes com Salvador Dalí i Man Ray és evident. El paradigma més clar d'aquesta vinculació és la falla plantada per l'artista en 1961 amb el lema "Sí, sí... però vaca" per la comissió Plaça del Doctor Collado.
A més de la seua producció com artista faller, va participar en la creació de decorats per a pel·lícules com Los viajes de Gulliver, La Isla Misteriosa, La caída del Imperio Romano, La Batalla de las Ardenas y Patton; va realitzar el pavelló i la carrossa d'Espanya a la Fira Mundial de Seattle de 1962; va crear la maqueta d'una urbanització promoguda per Aga Khan IV a Còrsega; i va treballar com escultor a l'empresa Lladró entre 1974 i 1999. Des de 2010, la comissió de la Plaça del Dr. Collado atorga un premi amb el seu nom a l'artista revelació.